# Balacra oblitterata
Balacra oblitterata är en fjärilsart som beskrevs av Karl Grünberg 1907. Balacra oblitterata ingår i släktet Balacra och familjen björnspinnare. Inga underarter finns listade i Catalogue of Life.